# Jeanne, la Française
Pour plus de détails, voir Fiche technique et Distribution.
Jeanne, la Française (Joanna Francesa) est un film franco-brésilien réalisé par Carlos Diegues, sorti en 1973.

## Fiche technique
- Titre original : Joanna Francesa
- Titre français : Jeanne, la Française
- Réalisation : Carlos Diegues
- Scénario : Carlos Diegues
- Photographie : Dib Lutfi
- Musique : Chico Buarque de Hollanda et Roberto Menescal
- Production : Pierre Cardin et Nei Sroulevich
- Pays d'origine :  Brésil -  France
- Format : couleur - Mono
- Genre : aventures, romance
- Date de sortie : 1973

## Distribution
- Jeanne Moreau : Joana
- Eliezer Gomes : Gismundo
- Carlos Kroeber : Aureliano
- Ney Santanna : Honório
- Tetê Maciel : Dorinha
- Helber Rangel : Lianinho
- Beto Leão : Ricardo
- Lélia Abramo : Olímpia
- Leina Krespi : Das Dores
- Pierre Cardin : Pierre
- Fernanda Montenegro : Joana (voix)